# Ekklisiochóri
Ekklisiochóri, en grec moderne : Εκκλησιοχώρι, est un village du dème d'Édessa, district régional de Pella, en Macédoine-Centrale, Grèce.
Selon le recensement de 2011, la population du village compte 683 habitants.